# Polistes mandarinus
Polistes mandarinus  (лат.) — вид общественных ос из семейства Vespidae (Polistinae).

## Распространение
Юго-Восточная Азия, включая Вьетнам, Китай, Корею.

## Описание
Отличается от других видов подрода Polistella отчётливо выпуклым клипеусом, выпуклым диском скутеллюма (у близкого вида Polistes dawnaeон почти плоский) и сильно вздутым вторым метасомальным стернитом (на латеральном виде сильно выступает вперёд). Вид включают в подрод Polistella (в котором около 85 видов), крупнейший из четырёх подродов Старого Света в составе рода бумажных ос Polistes. Впервые вид был впервые описан в 1853 году швейцарским энтомологом Анри де Соссюром (Henri de Saussure; 1829—1925).